# Luciogobius guttatus
Luciogobius guttatus är en fiskart som beskrevs av Gill, 1859. Luciogobius guttatus ingår i släktet Luciogobius och familjen smörbultsfiskar. Inga underarter finns listade i Catalogue of Life.